# José Nat
José Nat (Montauban, 12 de septiembre de 1887 - Montauban, 15 de junio de 1962) fue un ciclista francés, que fue profesional durante en los años 20 del siglo XX. Su principal victoria fue una etapa en la Volta a Cataluña de 1920.

## Palmarés
1920
- Vencedor de una etapa a la Volta a Cataluña
- Vencedor de una etapa en la Sant Sebastián-Madrid

### Resultados en el Tour de Francia
- 1920. Abandona (6ª etapa)